# 徐家镇 (南城县)
徐家乡，是中华人民共和国江西省抚州市南城县下辖的一个乡镇级行政单位。

## 行政区划
徐家乡下辖以下地区：
排头村、刘湖村、白洲村、下弓村、陈家村、贺家村、湖东村、江家村、严家村、游家村、圳上村、五帝村和厚坪村。